# Străzile în flăcări
Străzile în flăcări (în engleză Streets of Fire) este un film muzical rock neo-noir din 1984 regizat de Walter Hill și scris de Hill și Larry Gross. Filmul este descris în scena sa de deschidere și pe afișe ca „O fabulă Rock & Roll” și este un amestec de diferite genuri de film cu elemente retro ale anilor 1950 țesute în temele actuale ale anilor 1980.
Filmul a încasat 8 milioane de dolari în America de Nord, la un buget de producție de 14,5 milioane de dolari.

## Distribuție
- Michael Paré - Tom Cody
- Diane Lane - Ellen Aim
- Rick Moranis - Billy Fish
- Amy Madigan - McCoy
- Willem Dafoe - Raven Shaddock
- E.G. Daily - 'Baby Doll'
- Deborah Van Valkenburgh - Reva Cody, Tom's Sister
- Richard Lawson - Officer Ed Price
- Rick Rossovich - Officer Cooley
- Bill Paxton - Clyde the Bartender
- Lee Ving - Greer
- Stoney Jackson - 'Bird'
- Grand Bush - Reggie
- Robert Townsend - Lester
- Mykelti Williamson - B.J.
- Ed Begley Jr. - Ben Gunn
- John Dennis Johnston - Pete the Mechanic
- Lynne Thigpen - Subway Motorwoman